# 일본 우키요에 박물관
일본 우키요에 박물관(日本浮世絵博物館 니혼우키요에하쿠부쓰칸[*])은 일본 나가노현 마쓰모토시에 있는 우키요에 박물관이다. 약 10만점을 소장하고 있다. 세계 각지에서 전람회를 개최하고 있다.
소장품은 에도시대 마쓰모토의 부유한 상인이었던 사카이가 5대 200년에 걸친 사카이 컬렉션이 중심이다.